# Lacera uniformis
Lacera uniformis är en fjärilsart som beskrevs av Holloway 1979. Lacera uniformis ingår i släktet Lacera och familjen nattflyn. Inga underarter finns listade i Catalogue of Life.